# 1904

## Събития
- Открито е Нюйоркското метро.

## Родени
- Христос Левантас, гръцки писател († 1974 г.)
- Атанас Попов, български политик († 1991 г.)
- Андрей Чипов, гръцки политик († 1956 г.)
- 12 януари – Георги Караславов, български писател († 1980 г.)
- 16 януари – Димитър Димитров, български писател († 1985 г.)
- 18 януари – Кари Грант, американски актьор († 1986 г.)
- 24 януари – Камен Попдимитров, български музикант и педагог († 1992 г.)
- 26 януари – Шон Макбрайд, ирландски политик († 1988 г.)
- 11 февруари – Люсил Рандон, френска монахиня, най-възрастен жив човек († 2023 г.)
- 21 февруари – Алексей Косигин, съветски политик († 1980 г.)
- 29 февруари – Васил Стоилов, български художник († 1990 г.)
- 1 март – Глен Милър, джазов музикант и бендлидер († 1944 г.)
- 4 март – Иван Леков, български езиковед и славист († 1978 г.)
- 6 март – Ценко Цветанов, български писател и библиограф († 1960 г.)
- 12 март – Бодо Узе, германски писател († 1963 г.)
- 15 март – Трайко Запрянов, български невролог († 1992 г.)
- 18 март – Сречко Косовел, словенски поет, критик, публицист († 1926 г.)
- 26 март – Джоузеф Камбъл, американски митолог († 1987 г.)
- 6 април
  - Курт Георг Кизингер, германски политик († 1988 г.)
  - Любомир Пипков, композитор († 1974 г.)
- 8 април – Джон Хикс, британски икономист († 1989 г.)
- 14 април – Джон Гилгуд, британски актьор († 2000 г.)
- 25 април – Бочо Илиев, български стопански деятел († 2000 г.)
- 6 май – Хари Мартинсон, шведски писател, поет († 1978 г.)
- 11 май – Салвадор Дали, испански сюрреалист († 1989 г.)
- 17 май – Жан Габен, френски актьор († 1976 г.)
- 20 май
  - Бъръс Фредерик Скинър, американски психолог-бихевиорист († 1990 г.)
  - Марджъри Алингам, английска писателка († 1966 г.)
- 2 юни – Джони Вайсмюлер, американски плувец, олимпийски шампион († 1984 г.)
- 4 юни – Алва Беси, американски писател († 1985 г.)
- 5 юни – Любен Димитров, български скулптор и художник († 2000 г.)
- 12 юни – Атанас Далчев, български поет († 1978 г.)
- 12 юли – Пабло Неруда, чилийски поет и писател, лауреат на Нобелова награда за литература през 1971 г. († 1973 г.)
- 3 август – Клифърд Саймък, американски писател († 1988 г.)
- 4 август – Витолд Гомбрович, полски романист, драматург и есеист († 1969 г.)
- 7 август – Ралф Бънч, американски политолог († 1971 г.)
- 8 август – Сергей Бирюзов, съветски маршал († 1964 г.)
- 10 август – Никола Мутафчиев, български футболист († 1963 г.)
- 22 август – Дън Сяопин, китайски политик († 1997 г.)
- 28 август – Антон Югов, български политик († 1991 г.)
- 21 септември – Стоян Венев, български художник († 1989 г.)
- 27 септември – Димитър Ангелов, български учител и писател († 1977 г.)
- 27 септември – Едвард Коцбек, словенски поет, писател и публицист († 1981 г.)
- 2 октомври
  - Греъм Грийн, английски писател († 1991 г.)
  - Лал Бахадур Шастри, индийски политик († 1966 г.)
- 12 октомври – Георги Брадистилов, български математик († 1977 г.)
- 15 октомври – Волфганг Вайраух, немски поет и белетрист († 1980 г.)
- 20 октомври – Методи Кецкаров, български скулптор и художник († 1981 г.)
- 23 октомври – Светослав Рьорих, руски художник († 1993 г.)
- 12 ноември – Петър Драгоев, български преводач († 1990 г.)
- 20 ноември – Орлин Василев, български писател († 1977 г.)
- 6 декември
  - Зорка Йорданова, българска актриса († 1970 г.)
  - Ев Кюри, френска писателка († 2007 г.)
- 18 декември – Джордж Стивънс, американски филмов режисьор († 1975 г.)
- 21 декември – Пьотър Кошевой, съветски маршал († 1976 г.)

## Починали
- Иван Анастасов, български революционер
- февруари – Спиро Иванов, български революционер
- януари – Александър Малинов, български революционер
- 17 януари – Георги Странски, български политик
- 31 март – Василий Верешчагин, руски живописец-баталист
- 11 април – Андрей Казепов, български учител и революционер
- 27 април – Андрей Рябушкин, руски художник, исторически живописец
- 1 май – Антонин Дворжак, Чешки композитор
- 10 май – Хенри Мортън Стенли, уелско-американски пътешественик
- 12 май – Вангел Георгиев, гръцки андартски капитан
- 28 юни – Никола Каранджулов, български революционер
- 6 юли – Абай Кунанбаев, казахски поет и писател
- 9 юли
  - Славейко Арсов, български революционер
  - Стоян Донски, български революционер
- 26 юли – Димитър Попстаматов, български революционер
- 9 август – Фридрих Рацел, германски географ
- 15 август – Димитър Душанов, български книжовник, преводач
- 21 септември – Джоузеф, индиански вожд
- 23 септември
  - Гюрчин Наумов, Български революционер
  - Емил Гале, френски художник, работил със стъкло
- 7 октомври – Димитър Цанко, български просветен деец
- 13 октомври – Павлос Мелас, гръцки военен и революционер
- 4 декември – Костандо Живков, български революционер
- ? – Перестю, валиде султан (р. 1830 г.)
- 8 януари – Феликс Каниц, унгарски археолог и етнограф (р. 1829 г.)
- 31 януари – Киро Тушлеков, български патриот и книжовник (р. 1846 г.)
- 3 юли – Теодор Херцел, австрийски ционист (р. 1860 г.)
- 15 юли
  - Вячеслав Плеве, руски политик (р. 1846 г.)
  - Антон Чехов, руски писател (р. 1860 г.)
- 26 юли – Тодор Пеев, български общественик и политик (р. 1842 г.)
- 29 август – Мурад V, султан на Османската империя (р. 1840 г.)
- 10 ноември – Павел Стоянов, български зограф (р. 1839 г.)

## Нобелови награди
- Физика – Джон Уилям Стрът
- Химия – Уилям Рамзи
- Физиология или медицина – Иван Павлов
- Литература – Фредерик Мистрал, Хосе Ечегарай
- Мир – Институт за международно право